# チェリオコーポレーション
株式会社チェリオコーポレーション（Cheerio Corporation）は、京都府京都市に本社を置く日本の中堅清涼飲料メーカーである。
業界では珍しい、商品がほぼ全て100円というサービスとなっている。また、一部の自販機ではかつてフランチャイズだった縁でスコールなど他社製品の飲料も販売している。

## 沿革

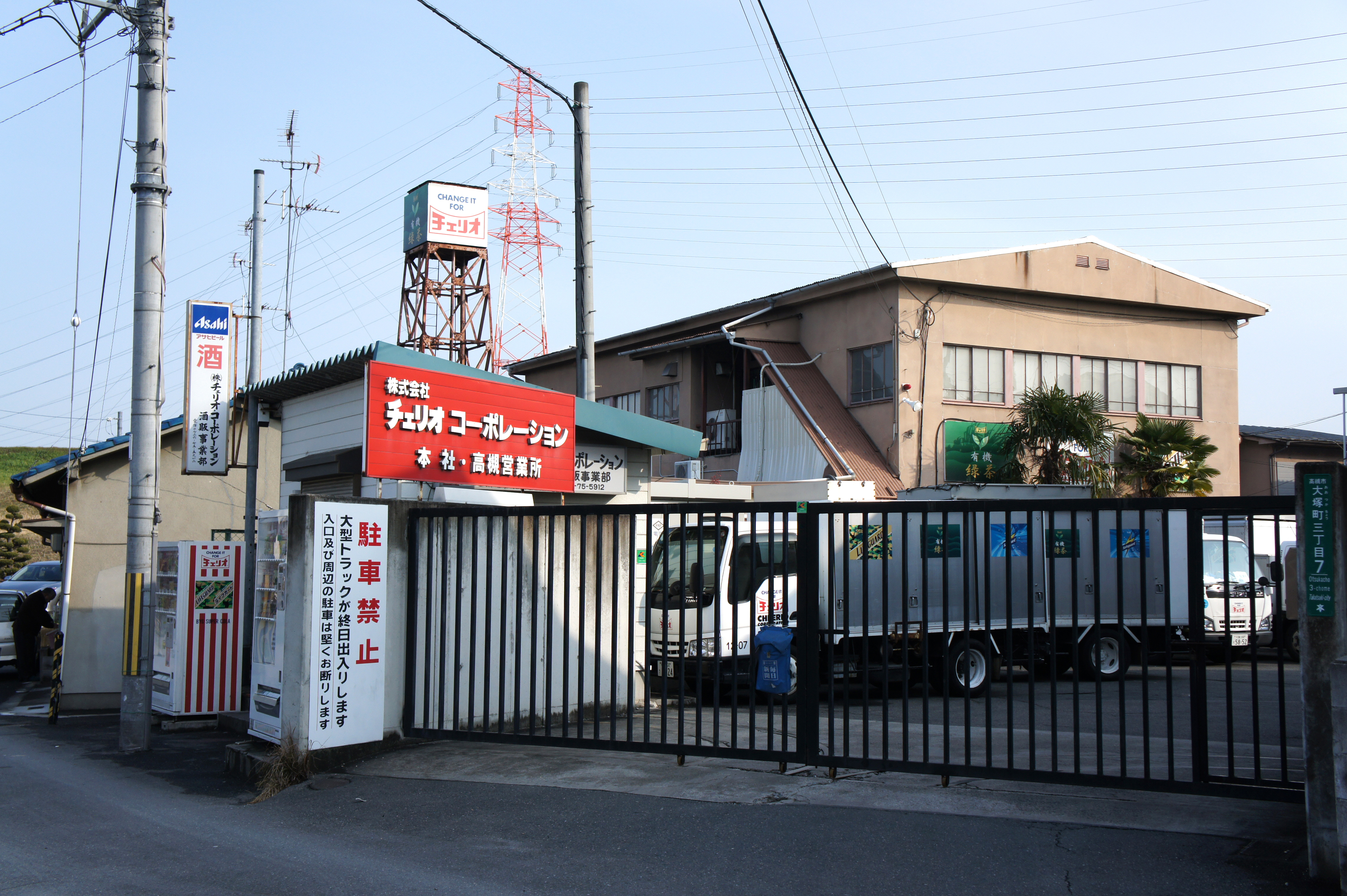
大阪府高槻市にあった頃のチェリオコーポレーション旧本社（2012年）

- 1961年8月 - セブンアップ飲料（関西）株式会社を大阪府高槻市に設立
- 1963年4月 - 大阪府高槻市に製造工場竣工
- 1987年4月 - 株式会社チェリオ関西に社名変更
- 1991年2月 - 株式会社チェリオ東京と合併、株式会社チェリオコーポレーションに社名変更
- 2001年5月 - リキュール製造免許取得
- 2001年6月 - 特定非営利活動法人・有機農業認証協会より、有機農産物加工食品製造業者の認定取得
- 2015年6月 - 工場を滋賀県東近江市に移転
- 2019年7月 - 本社を京都府京都市南区に移転

## 主な生産商品
- チェリオ
- ライフガード
- チェリオグレープ
- 日本のサイダー
- セーフガード
- アミノセーフガード
- ジャングルマン-X

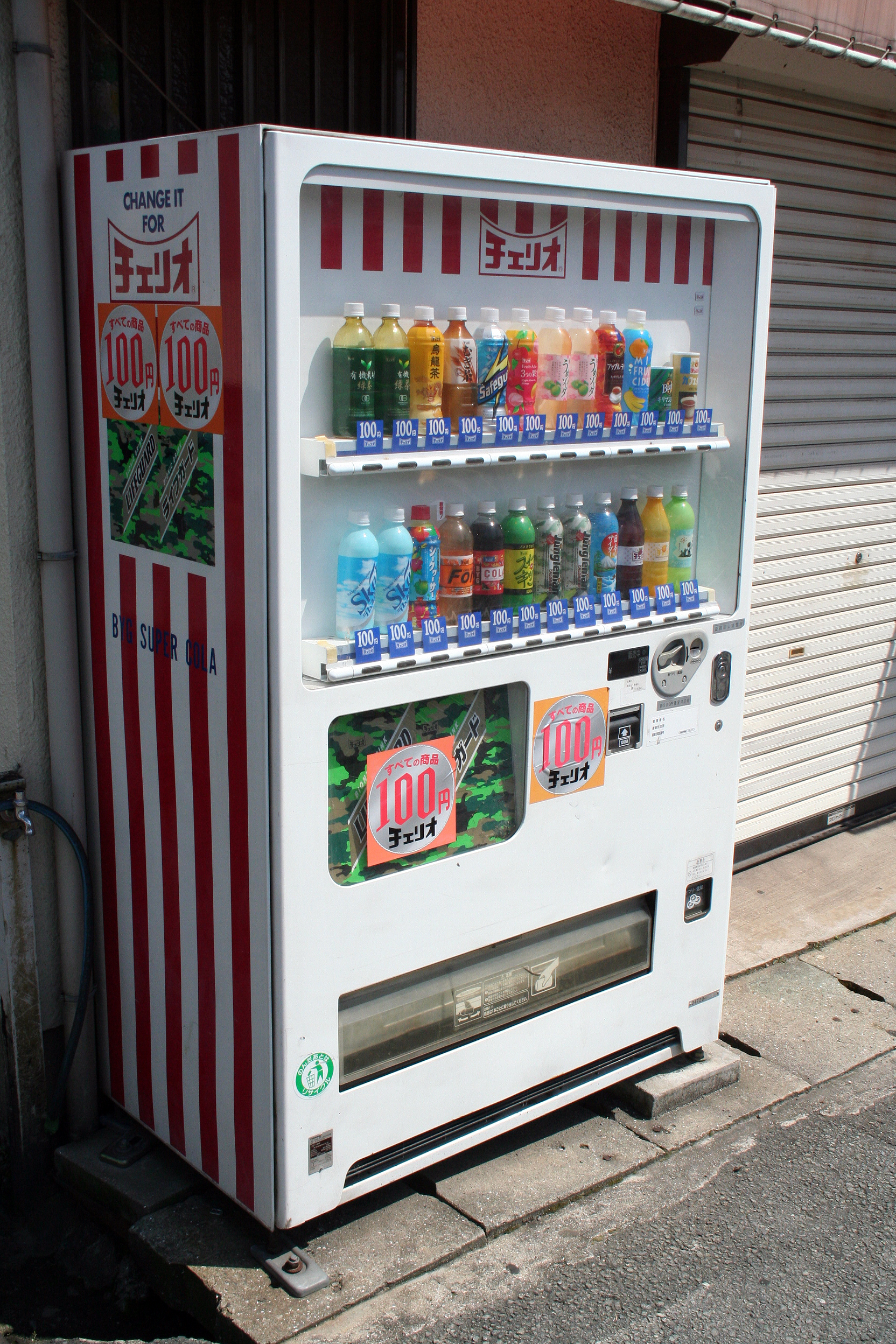
自動販売機（2009年）

- アクアガードウォーター（ミネラルウォーター）
- スイートキッス
- チェリオ有機緑茶
- チェリオ有機紅茶
- チェリオ健康茶
- Blues（缶コーヒー） - 1989年、無炭酸（缶コーヒー）で世界初となるアルミ缶を使う[1]
- Blues BYGコーヒー
- CBDX[2]
- バイオニックエース（エナジードリンク）
- FOR - 大塚製薬・ファイブミニと同じ頃に発売された食物繊維入り炭酸飲料 2019年7月より再発売
- なんちゃってクリームソーダ（調味料であるマヨネーズのボトルをパロディ化した商品）2020年6月より再発売

### かつて存在していた商品
- BYGシリーズ（ビィグ - ） - 500ml缶中心でラインナップしていた炭酸飲料のブランド。500mlPETが主流になってからはチェリオに置き換えられていった。2009年9月までBYGコーラの500mlPETのみ販売していたが、後継商品となるチェリオコーラの発売により消滅。
- ちゃんこ風スープ どすこい - 1990年頃発売。ちゃんこ鍋をイメージした、和風スープ飲料。
- 砂漠の嵐 ダイハード - 1991年頃発売。オレンジ風味の炭酸飲料。
- KISSコーヒー - 1991年頃発売。コーヒー飲料、ジョージア・マックスコーヒー同様に甘みが強調された味だった。
- なんちゃってオレンジ（調味料である醤油のボトルをパロディ化した商品）[注釈 2]2019年7月より再発売。
- レインボーティー - 2020年頃終売。自社自販機売り500mlペットボトル。翌2021年代替品に近いレインボーウォーター発売。
- チェリオスポーツ - 1985年頃発売。スボーツドリンク。スイカの汁のような爽やかな味だった。

## 工場
滋賀工場（製造所固有記号+C）
滋賀県東近江市鯰江町200番1号
小牧工場（チェリオ中部、製造所固有記号+CHCと+J7）
愛知県小牧市大字河内屋新田字下岩倉杁510番1号

## グループ会社
- チェリオ中部 - 東海、北陸地方担当。本社及び工場は愛知県小牧市にある。かつては中部ペプシコーラボトリングというペプシコーラのボトラー会社だった。
- チェリオ沖縄 - 沖縄県担当。本社は沖縄県浦添市。かつてはセブンアップ飲料(沖縄)という商号で営業していた。
- チェリオジャパン - 本社は東京都千代田区丸の内。チェリオグループの統括会社及び東日本担当。ラベルや缶記載の販売者名は当社名義で記載される。